# Les Deux Moustiques
Pour plus de détails, voir Fiche technique et Distribution.
Les Deux Moustiques (Cykelmyggen og Dansemyggen) est un film d'animation danois réalisé par Jannik Hastrup et Flemming Quist Møller, sorti en 2007.
Ce film a connu une suite en 2014 avec Mini et les Voleurs de miel.

## Synopsis
Nina est une ballerine-moustique amoureuse d'Amstrong, un cyclo-moustique. Celui-ci est tellement pris et trop occupé par son tour du monde, qu'il n'a pas le temps à consacrer ni de penser à l'amour...

## Fiche technique
- Titre : Les Deux Moustiques
- Titre original : Cykelmyggen og Dansemyggen
- Réalisation : Jannik Hastrup et Flemming Quist Møller
- Scénario : Flemming Quist Møller
- Animation : Asta Sigurdardottir, Alice Rasmussen, Anders Nejsum Madsen, Erling Budde et Louise Muchardt
- Musique : Jesper Mechlenburg
- Producteur : Marie Bro
- Société de production : Dansk Tegnefilm
- Société de distribution : Les Films du préau (France)
- Pays d'origine :  Danemark
- Langue originale : danois
- Durée : 77 minutes
- Dates de sortie : 
  - Danemark : 8 juin 2007
  - France : 14 octobre 2009

## Distribution

### Voix originales
- Kaya Brüel : Dronning Lilleskat (Nina)
- Peter Frödin : Didrik von Drone (Amstrong)
- Lisbet Dahl : Dronning Dominella
- Ditte Gråbøl : Myra / Kate
- Fabian Harlang : Egon
- Anne Marie Helger  : Sensitiva de Luxe
- Ellen Hillingsø  : Dronning Flora

### Voix françaises
- Magali Rosenzweig : Nina
- Vincent de Bouard : Amstrong
- Isabelle Volpé : Mini
- Yannick Blivet : les Fourmis travailleuses
- Florence Dumortier : rôle inconnu
- Cyrille Monge : rôle inconnu
- Claudine Grémy : la mère de Nina
- Jean-Marco Montalto : rôle inconnu
- Maurice Latino : rôle inconnu

## Produit dérivé

### DVD
- Le film est sorti en DVD le 18 août 2010[1].